# Canon EOS 70D

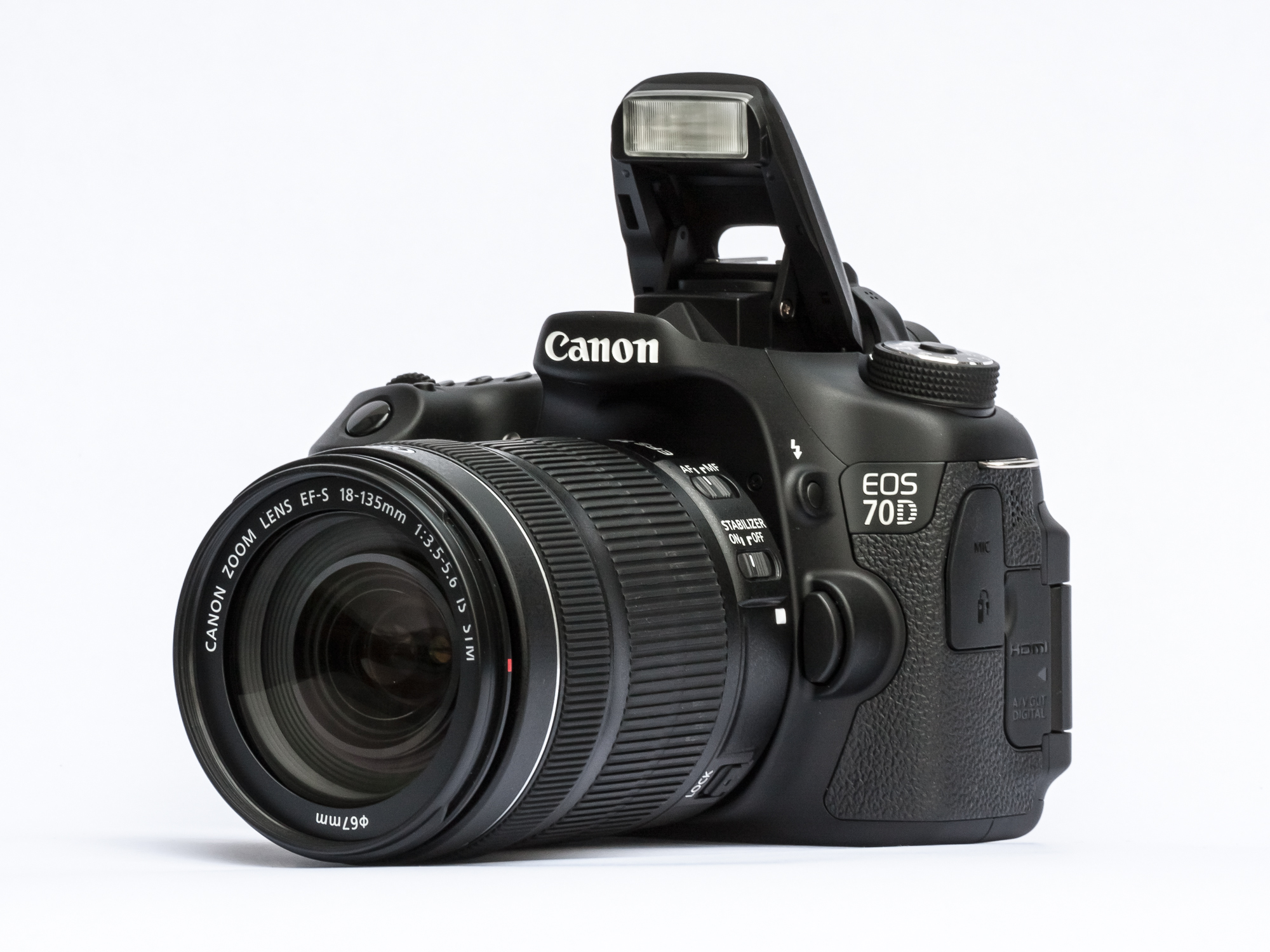
Canon EOS 70D

Canon EOS 70D é uma câmera fotográfica DSLR, da linha Canon EOS e sucessora da EOS 60D. O modelo foi anunciado pela fabricante no início de Julho de 2013.
A principal novidade apresentada pelo modelo é o novo sensor de alta definição Dual Pixel CMOS que proporciona images com maior nitidez.